# Tremolo
Tremolo, též tremollo, je efekt, při kterém se cyklicky mění amplituda (hlasitost) hraného tónu. Používá se zejména u smyčců a je možné jej simulovat např. za použití LFO napojeného na napětím řízený zesilovač (VCA). U smyčců se dosáhne tohoto efektu rychlým a krátkým smýkáním smyčce po struně tam a zpět. U klávesových nástrojů je tomu podobně: při stisklém nožním pedálu se tón (resp. klapka) hraje ve velmi krátkým intervalech Staccato po v notách označenou dobu.